# María del Carmen Romero Ternero
María del Carmen Romero Ternero (Sevilla, 1976), es una ingeniera informática, investigadora y divulgadora científica española.

## Biografía y trayectoria
Terminó sus estudios de Ingeniería Informática en 1999 y en 2005 realizó su tesis doctoral Aplicaciones multimedia en el telecontrol de redes eléctricas en la Universidad de Sevilla. Siguió su formación con un Máster Oficial en Organización y Gestión de Empresas y es Experta en Gestión de Servicios TI en Universidades desde 2015. 
Romero es profesora titular de la Universidad de Sevilla, en el Departamento de Tecnología Electrónica de la Escuela Técnica Superior de Ingeniería Informática (ETSII), donde imparte las asignaturas de Redes de Computadores, Gobierno y Gestión de las Tecnologías de la Información, Aprendizaje y Enseñanza de las Materias de Informática, Centro de Proceso de Datos y Telecomunicaciones y Movilidad.
En la ETSII fue la Subdirectora de Infraestructura y Equipamiento de la Escuela entre 2010 y 2014. Desde febrero de 2016 hasta abril de 2018 ocupó el cargo de Directora del Secretariado de Estrategia Digital de la Universidad de Sevilla.
Compagina la docencia con la investigación, con más de quince proyectos a lo largo de su carrera. Pertenece al grupo de investigación Tecnología electrónica e informática industrial desde 1999 y trabaja en el área de inteligencia artificial aplicada a diferentes campos que van desde el industrial hasta el de la salud y el bienestar.
En el ámbito de la gestión y la docencia, trabaja en otras líneas que confluyen con la investigación, como son la ciberseguridad, la protección de datos personales, la salud digital, las tecnologías de la información y la violencia de género, la innovación educativa, entre otras muchas.
Fruto de su trabajo investigador se publicaron varias patentes, entre las que está la relativa al Sistema y método de resolución centralizada y confiable de direccionse de red en direccionse físicas no vulnerable a ataques de envenenamiento de caché.
Sobre sus investigaciones destaca su carácter transversal "Investigar en el ámbito de las Tecnologías de la Información y, en concreto, de la disciplina de la Inteligencia Artificial, me ha permitido contribuir en distintos campos de aplicación, tales como la mejora del telecontrol de redes eléctricas, el diseño centrado en la persona y la gestión de la seguridad de la información". Al mismo tiempo que reconoce que "Me gustaría no encontrar tantas barreras a la hora de abordar investigaciones transdisciplinares", refiriéndose a la gestión de la financiación desde las instituciones, para que a través de la promoción de este tipo de investigaciones fuese más fácil construir y mantener las comunicaciones entre las diferentes disciplinas.
Pertenece a varios comités científicos y de revistas, de congresos internacionales y de instituciones técnicas nacionales como la Asociación Española para la Inteligencia Artificial (AEPIA) e internacionales como Institute of Electrical and Electronics Engineers (IEEE) y Association for Computing Machinery (ACM).
Sus publicaciones superan la cuarentena, entre libros, capítulos y artículos realizados. También su asistencia, participación y aportaciones a congresos es numerosa y frecuente, así como su actividad de divulgación científica en general.
Dentro de su labor de investigadora, una parte que desarrolla es la transferencia de conocimiento a la sociedad, en su caso sobre todo dirigida al público escolar. Por este motivo, entre otras actividades, pertenece al equipo de la obra de teatro científico: Científicas, presente, pasado y futuro. Se trata de un proyecto premiado de representación teatral para dar visibilidad a las mujeres que lucharon a lo largo de la historia por hacerse un hueco en los campos científicos y de investigación. Interpreta a la primera informática de la historia, Ada Lovelace junto a sus compañeras científicas: María José Jiménez Rodríguez (Hedy Lamarr), Clara Grima Ruiz (Rosalind Frankiln), Isabel Fernández Delgado (Hipatia) y Adela Muñoz Páez (Marie Curie). Explican en palabras sencillas los logros y las dificultades que tuvieron en sus vidas estas científicas, además de rendirles un homenaje e incentivar al público escolar de 8 a 14 años a que se animen a estudiar ciencias y seguir una carrera científica.
A Romero se le ocurrió la idea de crear la versión audiovisual de la obra de teatro para que se pudiera proyectar en las aulas y también tener la grabación como un recurso didáctico. El corto va acompañado de una guía didáctica para el profesorado. En abril de 2019 se estrenó Científicas en corto.
En 2020 el Instituto Andaluz de la Mujer reconoció la iniciativa como actividad que promueve la educación y el desarrollo de valores para la igualdad a la asociación P5C, Asociación para la visibilidad de la mujere en la ciencia, la ingeniería y la teconología, formada por el equipo de 6 docentes de la Universidad de Sevilla y constituida para llevar a cabo el proyecto.

## Premios y reconocimientos
Por su trabajo de divulgación e integrante de  Científicas, presente, pasado y futuro, el equipo recibió varios premios:
- 2020: Premio Meridiana (23 edición).[11]
- 2020: Premio del  Colegio Oficial de Ingenieros de Telecomunicación (COIT) mención especial Institución Educativa Pionera_IT[12]
- 2018: Premio del concurso internacional Ciencia y acción.[13]
- 2018: Premio Universidad de Sevilla a la divulgación científica.[14]
- 2017: Premio Equit@t 2017 de la Universitat Oberta de Cataluña.[15]